# 티셈실트주

티셈실트주

티셈실트주(아랍어: ولاية تسمسيلت)는 알제리 북부에 위치한 주로, 주도는 티셈실트이며 면적은 3,152km2, 인구는 296,366명(2008년 기준)이다.